# The Reset
Albums de Apollo Brown
Make Do
(2009) Brown Study
(2010)
The Reset est le troisième album studio d'Apollo Brown, sorti le 25 mai 2010.

## Liste des titres
| No  | Titre                                                          | Contient un (des) sample(s) de            | Durée |
| --- | -------------------------------------------------------------- | ----------------------------------------- | ----- |
| 1.  | Our Time                                                       |                                           | 0:33  |
| 2.  | Hungry (featuring Rapper Big Pooh et Black Milk)               |                                           | 3:01  |
| 3.  | Lower the Boom (featuring Kenn Starr, Oddisee et Sareem Poems) |                                           | 4:16  |
| 4.  | Beauty of a Day (featuring The Regiment)                       |                                           | 3:38  |
| 5.  | Real Detroit (featuring The Left)                              |                                           | 4:12  |
| 6.  | Seasons (featuring Stik Figa)                                  | What You Don't Want Me to Be de Lee Moses | 2:48  |
| 7.  | Brag Language (featuring Buff1 et Magestik Legend)             |                                           | 4:40  |
| 8.  | Streets Won't Let Me Chill (featuring Diamond District)        |                                           | 4:01  |
| 9.  | Balance (featuring John Robinson et Kenn Starr)                |                                           | 2:48  |
| 10. | Turn & Run (featuring Rapper Big Pooh et MED)                  |                                           | 2:24  |
| 11. | Odds Ain't Fair (featuring Hassaan Mackey)                     |                                           | 3:39  |
| 12. | Brainwash (featuring Finale, Grap Luva et YU)                  |                                           | 3:57  |
| 13. | Just Think (featuring Magestik Legend)                         | Are You Sure du Love Unlimited Orchestra  | 2:51  |
| 14. | Propa (featuring Oddisee et Tranqill)                          |                                           | 3:53  |
| 15. | Ghetto Soul Music (featuring Declaime, Finale et Prince Po)    |                                           | 3:22  |